# 指宿市立池田小学校
指宿市立池田小学校（いぶすきしりつ いけだしょうがっこう）は、鹿児島県指宿市池田にある市立小学校。

## 沿革
- 1876年（明治9年） - 開校
- 1891年（明治24年） - 池田簡易小学校に改称[1]。
- 1892年（明治25年） - 池田尋常小学校に改称[1]。
- 1922年（大正11年） - 高等科を併設したのに伴い、池田尋常高等小学校に改称[1]。
- 1941年（昭和16年） - 国民学校令が施行されたのに伴い、池田国民学校に改称[1]。
- 1947年（昭和22年） - 学制改革が行われ、今和泉村立池田小学校に改称[1]。
- 1954年（昭和29年） - 今和泉村が指宿町と合併、同時に市制施行し指宿市となり指宿市立池田小学校に改称。

## 周辺
- 指宿市役所池田出張所
- 池田湖